# Straßenbahn St. Pölten
| |                      | | |
| Streckenlänge: | 9,42 km              | | |
| Spurweite: | 1435 mm (Normalspur) | | |
| Stromsystem: | 800 Volt =           | | |
| Maximale Neigung: | 38,62 ‰              | | |
| Minimaler Radius: | 20 m                 | | |
| Streckengeschwindigkeit: | 35 km/h              | | |
| |                      | | |
| \| \| 0,492 \| Strecke B Ende (1912 – 1951) \| Strecke B Ende (1912 – 1951) \| \| \| 0,456 \| Brunngasse Ausweiche km 0,432–0,480 (1912 – 1951) \| Brunngasse Ausweiche km 0,432–0,480 (1912 – 1951) \| \| \| 0,327 \| Anschluss Postamt (1912 – 1938) \| Anschluss Postamt (1912 – 1938) \| \| \| 0,292 \| Bahnhofplatz (1912 – 1951) \| Bahnhofplatz (1912 – 1951) \| \| \| \| Unterführung Hauptbahnhof Westbahn \| \| \| \| 0,262 \| Strecke B Ende (1951 – 1976) \| Strecke B Ende (1951 – 1976) \| \| \| 0,221 \| Goldegger Straße Ausweiche km 0,196–0,243 (1951 – 1976) \| Goldegger Straße Ausweiche km 0,196–0,243 (1951 – 1976) \| \| \| 0,176 \| Strecke B Ende (1911 – 1912, 1951) \| Strecke B Ende (1911 – 1912, 1951) \| \| \| 0,168 \| prov. Endstation Bahnhof (1911 – 1912, 1951) \| prov. Endstation Bahnhof (1911 – 1912, 1951) \| \| \| \| \| \| \| \| 0,000 \| Strecke A Anfang, Übergabe Westbahn (1911 – 1945) \| Strecke A Anfang, Übergabe Westbahn (1911 – 1945) \| \| \| 0,180 \| Frachtenbahnhof (1911 – 1945) \| Frachtenbahnhof (1911 – 1945) \| \| \| 0,380 \| Prov. Hst. Friedhof[1][2] (Allerheiligen 1911, 1912) \| Prov. Hst. Friedhof[1][2] (Allerheiligen 1911, 1912) \| \| \| 0,481 \| Anschluss Zoll- und Lagerhaus (1913 – 1940) \| Anschluss Zoll- und Lagerhaus (1913 – 1940) \| \| \| \| \| \| \| \| 0,694 \| Anschluss Einkaufsgenossenschaft „Ekage“ (1937 – 1945) Anschluss Kohlenlagerplatz Karl Prischink (1937 – 1945) \| Anschluss Einkaufsgenossenschaft „Ekage“ (1937 – 1945) Anschluss Kohlenlagerplatz Karl Prischink (1937 – 1945) \| \| \| \| \| \| \| \| \| \| \| \| \| 1,0510,000 \| Strecke A (Anfang ab 1945) Strecke B Anfang (1912 – 1976) \| Strecke A (Anfang ab 1945) Strecke B Anfang (1912 – 1976) \| \| \| \| \| \| \| \| 1,061 \| Kremser Landstraße (1911 – 1976) \| Kremser Landstraße (1911 – 1976) \| \| \| \| \| \| \| \| 1,124 \| Anschluss Produktenhändler Kohn & Sohn (1911 – 1938) Anschluss Gesellschaft „Landart“ (1938 – 1958) \| Anschluss Produktenhändler Kohn & Sohn (1911 – 1938) Anschluss Gesellschaft „Landart“ (1938 – 1958) \| \| \| \| \| \| \| \| 1,348 \| Mühlweg (1912 – 1917) \| Mühlweg (1912 – 1917) \| \| \| \| \| \| \| \| 1,426 \| Anschluss Heeresverpflegungsamt (1941–1948) Anschluss Heizzentrale des Krankenhauses (1948 – 1957) \| Anschluss Heeresverpflegungsamt (1941–1948) Anschluss Heizzentrale des Krankenhauses (1948 – 1957) \| \| \| \| \| \| \| \| 1,430 \| Anschluss Warenhaus der Harlander Zwirnfabrik (1912 – 1935) \| Anschluss Warenhaus der Harlander Zwirnfabrik (1912 – 1935) \| \| \| 1,450 \| Schlachthof (1911 – 1912) \| Schlachthof (1911 – 1912) \| \| \| \| \| \| \| \| 1,4640,000 \| Strecke A (1911 – 1976) Strecke C Anfang (1911 – 1976) \| Strecke A (1911 – 1976) Strecke C Anfang (1911 – 1976) \| \| \| \| \| \| \| \| 0,049 \| Anschluss Lagerplatz Telegrafenersatzbataillon (1918 – 1960) \| Anschluss Lagerplatz Telegrafenersatzbataillon (1918 – 1960) \| \| \| 0,215 \| Remise Gleis 4 (1929 – ?) \| Remise Gleis 4 (1929 – ?) \| \| \| 0,270 \| Remise Gleis 1–3 (1911 – 1976) \| Remise Gleis 1–3 (1911 – 1976) \| \| \| 0,459 \| Anschluss Schlachthof & Eisfabrik (1911 – 1940) \| Anschluss Schlachthof & Eisfabrik (1911 – 1940) \| \| \| 0,497 \| Glanzstoff-Fabrik Ausweiche km 0,196–0,243 (1911 – 1960) \| Glanzstoff-Fabrik Ausweiche km 0,196–0,243 (1911 – 1960) \| \| \| 0,660 \| Anschluss Glanzstoff-Fabrik (1911 – 2008) \| Anschluss Glanzstoff-Fabrik (1911 – 2008) \| \| \| 0,784 \| Anschluss Glanzstoff-Fabrik (1911 – 2008) \| Anschluss Glanzstoff-Fabrik (1911 – 2008) \| \| \| \| \| \| \| \| 0,805 \| Glanzstoff-Fabrik ausschließlich im Sonderverkehr mit Unterbrechungen (1915 – 1946) \| Glanzstoff-Fabrik ausschließlich im Sonderverkehr mit Unterbrechungen (1915 – 1946) \| \| \| \| \| \| \| \| \| \| \| \| \| 0,883 \| Anschluss Torpedofabrik Whitehead (1921 – 1945) Anschluss Glanzstoff-Fabrik (1945 – 2008) \| Anschluss Torpedofabrik Whitehead (1921 – 1945) Anschluss Glanzstoff-Fabrik (1945 – 2008) \| \| \| \| \| \| \| \| \| Strecke C Ende (1911 – 1945) \| \| \| \| 1,051 \| Strecke C Ende mit Übergabe ÖBB (1945 – 2008) \| Strecke C Ende mit Übergabe ÖBB (1945 – 2008) \| \| \| \| \| \| \| \| 1,542 \| Anschluss Lagerplatz Firma Benker (1911 – 1950) Anschluss Baufirma „STUAG“ (1950 – 1975) \| Anschluss Lagerplatz Firma Benker (1911 – 1950) Anschluss Baufirma „STUAG“ (1950 – 1975) \| \| \| \| \| \| \| \| 1,585 \| Daniel-Gran-Straße / Beamtenhaus (1924 – 1976) \| Daniel-Gran-Straße / Beamtenhaus (1924 – 1976) \| \| \| 1,720 \| Anschluss Lagerhaus Kienzl & Sohn (1937 – 1965) \| Anschluss Lagerhaus Kienzl & Sohn (1937 – 1965) \| \| \| \| Westbahn \| \| \| \| 1,780 \| Stadtpark (1912 – 1924, 1959 – 1960) \| Stadtpark (1912 – 1924, 1959 – 1960) \| \| \| 1,897 \| Eybnerstraße Ausweiche km 1,843–1,952 (1929 – 1953) \| Eybnerstraße Ausweiche km 1,843–1,952 (1929 – 1953) \| \| \| 1,903 \| Anschluss Lagerplatz der Stadt St. Pölten (1911 – 1953) \| Anschluss Lagerplatz der Stadt St. Pölten (1911 – 1953) \| \| \| 1,990 \| Anschluss Seifenfabrik Benker (1911 – 1970) \| Anschluss Seifenfabrik Benker (1911 – 1970) \| \| \| 2,070 \| Neugebäudeplatz (1929 – 1976) \| Neugebäudeplatz (1929 – 1976) \| \| \| 2,200 \| Neugebäudeplatz (1911 – 1929) \| Neugebäudeplatz (1911 – 1929) \| \| \| 2,220 \| Neugebäudeplatz Ausweiche km 2,170–2,270 (1911 – 1929) \| Neugebäudeplatz Ausweiche km 2,170–2,270 (1911 – 1929) \| \| \| \| Traisenbrücke 174 m \| \| \| \| 2,622 \| Ober-Wagram Ausweiche km 2,572–2,672 (1911 – 1912) \| Ober-Wagram Ausweiche km 2,572–2,672 (1911 – 1912) \| \| \| 2,745 \| Zwetzbacher Mühle (1911 – 1917) \| Zwetzbacher Mühle (1911 – 1917) \| \| \| 2,888 \| Ober-Wagram (1911 – 1976) \| Ober-Wagram (1911 – 1976) \| \| \| \| \| \| \| \| 3,075 \| Anschluss Papierfabrik Elbemühle (1920 – 1938), Verpflegungslager (1938 – 1955), Mastlagerplatz Firma NEWAG (1967 – 1976) \| Anschluss Papierfabrik Elbemühle (1920 – 1938), Verpflegungslager (1938 – 1955), Mastlagerplatz Firma NEWAG (1967 – 1976) \| \| \| \| \| \| \| \| 3,228 \| Übergang vom Rillenschienen- zum Vignolschienenoberbau \| Übergang vom Rillenschienen- zum Vignolschienenoberbau \| \| \| 3,235 \| Salzerstraße (1929 – 1965) \| Salzerstraße (1929 – 1965) \| \| \| 3,355 \| Arbeitergasse (1965 – 1976) \| Arbeitergasse (1965 – 1976) \| \| \| 4,062 \| Anschluss Papierfabrik Salzer (1911 – 1976) \| Anschluss Papierfabrik Salzer (1911 – 1976) \| \| \| 4,066 \| Anschluss Holzstoff-Fabrik Salzer (1911 – 1960) \| Anschluss Holzstoff-Fabrik Salzer (1911 – 1960) \| \| \| 4,069 \| Anschluss Holzlagerplatz Salzer (1962 – 1976) \| Anschluss Holzlagerplatz Salzer (1962 – 1976) \| \| \| \| \| \| \| \| 4,100 \| Papierfabrik Salzer ehem. Elbemühl[3] Ausweiche km 3,995–4,167 (1911 – 1976) \| Papierfabrik Salzer ehem. Elbemühl[3] Ausweiche km 3,995–4,167 (1911 – 1976) \| \| \| \| \| \| \| \| 4,295 \| Sillinghof / Lilienhof (1911 – 1917) \| Sillinghof / Lilienhof (1911 – 1917) \| \| \| 4,950 \| Fialastraße (1974 – 1976) \| Fialastraße (1974 – 1976) \| \| \| 5,161 \| Anschluss Zwirnfabrik Salcher (1911 – 1924, Gleisrest – 1970) \| Anschluss Zwirnfabrik Salcher (1911 – 1924, Gleisrest – 1970) \| \| \| 5,205 \| Stattersdorf (1911 – 1976) \| Stattersdorf (1911 – 1976) \| \| \| 6,075 \| Dreherei Salcher / Ober-Stattersdorf / Aufeld (1911 – 1962) \| Dreherei Salcher / Ober-Stattersdorf / Aufeld (1911 – 1962) \| \| \| 6,150 \| Aufeld (1962 – 1976) \| Aufeld (1962 – 1976) \| \| \| 6,212 \| Anschluss Museumstramway unvollendet (1974 – 1976) \| Anschluss Museumstramway unvollendet (1974 – 1976) \| \| \| \| Autobahn A1 \| \| \| \| 6,317 \| Materialbahn (Spurweite 900 mm) \| Materialbahn (Spurweite 900 mm) \| \| \| \| \| \| \| \| 6,450 \| Anschluss zu den Lagerplätzen der Firmen Universale und Redlich & Berger (1940 – 1956) \| Anschluss zu den Lagerplätzen der Firmen Universale und Redlich & Berger (1940 – 1956) \| \| \| \| \| \| \| \| 6,990 \| Spratzern (1924 – 1976) \| Spratzern (1924 – 1976) \| \| \| 7,295 \| Brunn / Harlander Fabrik (1911 – 1976) \| Brunn / Harlander Fabrik (1911 – 1976) \| \| \| 7,556 \| Anschluss Harlander Zwirnfabrik (1912 – 1973) \| Anschluss Harlander Zwirnfabrik (1912 – 1973) \| \| \| 7,650 \| Salcherstraße (1974 – 1976) \| Salcherstraße (1974 – 1976) \| \| \| 7,973 \| Harland Ausweiche km 7,893–8,025 (1911 – 1976) \| Harland Ausweiche km 7,893–8,025 (1911 – 1976) \| \| \| 8,045 \| Strecke A Ende (1911 – 1976) \| Strecke A Ende (1911 – 1976) \| \| \| \| Anschluss Spinnerei Theresienhof (1912 – 1937) \| \| |                      | | |
| | 0,492                | Strecke B Ende (1912 – 1951)                                                                                              | Strecke B Ende (1912 – 1951)                                                                                              |
| U-Bahn-Bahnhof (Strecke außer Betrieb) | 0,456                | Brunngasse Ausweiche km 0,432–0,480 (1912 – 1951)                                                                         | Brunngasse Ausweiche km 0,432–0,480 (1912 – 1951)                                                                         |
| U-Bahn-Abzweig geradeaus und nach rechts (Strecke außer Betrieb) | 0,327                | Anschluss Postamt (1912 – 1938)                                                                                           | Anschluss Postamt (1912 – 1938)                                                                                           |
| U-Bahn-Haltepunkt / Haltestelle (Strecke außer Betrieb) | 0,292                | Bahnhofplatz (1912 – 1951)                                                                                                | Bahnhofplatz (1912 – 1951)                                                                                                |
| U-Bahn-Kreuzung mit Eisenbahn geradeaus unten (Strecke geradeaus außer Betrieb) |                      | Unterführung Hauptbahnhof Westbahn                                                                                        | Unterführung Hauptbahnhof Westbahn                                                                                        |
| U-Bahn-Strecke (außer Betrieb) | 0,262                | Strecke B Ende (1951 – 1976)                                                                                              | Strecke B Ende (1951 – 1976)                                                                                              |
| U-Bahn-Strecke (außer Betrieb) · U-Bahn-Bahnhof (Strecke außer Betrieb) | 0,221                | Goldegger Straße Ausweiche km 0,196–0,243 (1951 – 1976)                                                                   | Goldegger Straße Ausweiche km 0,196–0,243 (1951 – 1976)                                                                   |
| U-Bahn-Grenze (Strecke außer Betrieb) · U-Bahn-Strecke (außer Betrieb) | 0,176                | Strecke B Ende (1911 – 1912, 1951)                                                                                        | Strecke B Ende (1911 – 1912, 1951)                                                                                        |
| U-Bahn-Haltepunkt / Haltestelle (Strecke außer Betrieb) · U-Bahn-Strecke (außer Betrieb) | 0,168                | prov. Endstation Bahnhof (1911 – 1912, 1951)                                                                              | prov. Endstation Bahnhof (1911 – 1912, 1951)                                                                              |
| U-Bahn-Abzweig geradeaus und von links (Strecke außer Betrieb) · U-Bahn-Strecke nach rechts (außer Betrieb) |                      | | |
| U-Bahn-Strecke (außer Betrieb) · Grenze mit U-Bahn (Strecke außer Betrieb) | 0,000                | Strecke A Anfang, Übergabe Westbahn (1911 – 1945)                                                                         | Strecke A Anfang, Übergabe Westbahn (1911 – 1945)                                                                         |
| U-Bahn-Strecke (außer Betrieb) · U-Bahn-Dienststation / Betriebs- oder Güterbahnhof (Strecke außer Betrieb) | 0,180                | Frachtenbahnhof (1911 – 1945)                                                                                             | Frachtenbahnhof (1911 – 1945)                                                                                             |
| U-Bahn-Strecke (außer Betrieb) · U-Bahn-Haltepunkt / Haltestelle (Strecke außer Betrieb) | 0,380                | Prov. Hst. Friedhof (Allerheiligen 1911, 1912)                                                                            | Prov. Hst. Friedhof (Allerheiligen 1911, 1912)                                                                            |
| U-Bahn-Strecke (außer Betrieb) · U-Bahn-Abzweig geradeaus und nach rechts (Strecke außer Betrieb) | 0,481                | Anschluss Zoll- und Lagerhaus (1913 – 1940)                                                                               | Anschluss Zoll- und Lagerhaus (1913 – 1940)                                                                               |
| |                      | | |
| U-Bahn-Strecke (außer Betrieb) · U-Bahn-Abzweig geradeaus und nach rechts (Strecke außer Betrieb) | 0,694                | Anschluss Einkaufsgenossenschaft „Ekage“ (1937 – 1945) Anschluss Kohlenlagerplatz Karl Prischink (1937 – 1945)            | Anschluss Einkaufsgenossenschaft „Ekage“ (1937 – 1945) Anschluss Kohlenlagerplatz Karl Prischink (1937 – 1945)            |
| |                      | | |
| |                      | | |
| U-Bahn-Strecke nach links (außer Betrieb) · U-Bahn-Abzweig geradeaus und von rechts (Strecke außer Betrieb) | 1,0510,000           | Strecke A (Anfang ab 1945) Strecke B Anfang (1912 – 1976)                                                                 | Strecke A (Anfang ab 1945) Strecke B Anfang (1912 – 1976)                                                                 |
| |                      | | |
| U-Bahn-Haltepunkt / Haltestelle (Strecke außer Betrieb) | 1,061                | Kremser Landstraße (1911 – 1976)                                                                                          | Kremser Landstraße (1911 – 1976)                                                                                          |
| |                      | | |
| U-Bahn-Abzweig geradeaus und von links (Strecke außer Betrieb) | 1,124                | Anschluss Produktenhändler Kohn & Sohn (1911 – 1938) Anschluss Gesellschaft „Landart“ (1938 – 1958)                       | Anschluss Produktenhändler Kohn & Sohn (1911 – 1938) Anschluss Gesellschaft „Landart“ (1938 – 1958)                       |
| |                      | | |
| U-Bahn-Haltepunkt / Haltestelle (Strecke außer Betrieb) | 1,348                | Mühlweg (1912 – 1917) | Mühlweg (1912 – 1917) |
| |                      | | |
| U-Bahn-Abzweig geradeaus und nach links (Strecke außer Betrieb) | 1,426                | Anschluss Heeresverpflegungsamt (1941–1948) Anschluss Heizzentrale des Krankenhauses (1948 – 1957)                        | Anschluss Heeresverpflegungsamt (1941–1948) Anschluss Heizzentrale des Krankenhauses (1948 – 1957)                        |
| |                      | | |
| U-Bahn-Abzweig geradeaus und nach rechts (Strecke außer Betrieb) | 1,430                | Anschluss Warenhaus der Harlander Zwirnfabrik (1912 – 1935)                                                               | Anschluss Warenhaus der Harlander Zwirnfabrik (1912 – 1935)                                                               |
| U-Bahn-Haltepunkt / Haltestelle (Strecke außer Betrieb) | 1,450                | Schlachthof (1911 – 1912)                                                                                                 | Schlachthof (1911 – 1912)                                                                                                 |
| |                      | | |
| U-Bahn-Abzweig geradeaus und nach links (Strecke außer Betrieb) · U-Bahn-Strecke quer (außer Betrieb) · U-Bahn-Strecke von rechts (außer Betrieb) | 1,4640,000           | Strecke A (1911 – 1976) Strecke C Anfang (1911 – 1976)                                                                    | Strecke A (1911 – 1976) Strecke C Anfang (1911 – 1976)                                                                    |
| |                      | | |
| U-Bahn-Strecke (außer Betrieb) · U-Bahn-Abzweig geradeaus und nach links (Strecke außer Betrieb) | 0,049                | Anschluss Lagerplatz Telegrafenersatzbataillon (1918 – 1960)                                                              | Anschluss Lagerplatz Telegrafenersatzbataillon (1918 – 1960)                                                              |
| U-Bahn-Strecke (außer Betrieb) · U-Bahn-Betriebs-/Güterbahnhof Streckenanfang und quer (Strecke außer Betrieb) · U-Bahn-Abzweig geradeaus und von rechts (Strecke außer Betrieb) | 0,215                | Remise Gleis 4 (1929 – ?)                                                                                                 | Remise Gleis 4 (1929 – ?)                                                                                                 |
| U-Bahn-Strecke (außer Betrieb) · U-Bahn-Betriebs-/Güterbahnhof Streckenanfang und quer (Strecke außer Betrieb) · U-Bahn-Abzweig geradeaus und von rechts (Strecke außer Betrieb) | 0,270                | Remise Gleis 1–3 (1911 – 1976)                                                                                            | Remise Gleis 1–3 (1911 – 1976)                                                                                            |
| U-Bahn-Strecke (außer Betrieb) · U-Bahn-Abzweig geradeaus und von rechts (Strecke außer Betrieb) | 0,459                | Anschluss Schlachthof & Eisfabrik (1911 – 1940)                                                                           | Anschluss Schlachthof & Eisfabrik (1911 – 1940)                                                                           |
| U-Bahn-Strecke (außer Betrieb) · U-Bahn-Dienststation / Betriebs- oder Güterbahnhof (Strecke außer Betrieb) | 0,497                | Glanzstoff-Fabrik Ausweiche km 0,196–0,243 (1911 – 1960)                                                                  | Glanzstoff-Fabrik Ausweiche km 0,196–0,243 (1911 – 1960)                                                                  |
| U-Bahn-Strecke (außer Betrieb) · U-Bahn-Abzweig geradeaus und nach links (Strecke außer Betrieb) | 0,660                | Anschluss Glanzstoff-Fabrik (1911 – 2008)                                                                                 | Anschluss Glanzstoff-Fabrik (1911 – 2008)                                                                                 |
| U-Bahn-Strecke (außer Betrieb) · U-Bahn-Abzweig geradeaus und nach links (Strecke außer Betrieb) | 0,784                | Anschluss Glanzstoff-Fabrik (1911 – 2008)                                                                                 | Anschluss Glanzstoff-Fabrik (1911 – 2008)                                                                                 |
| |                      | | |
| U-Bahn-Strecke (außer Betrieb) · U-Bahn-Haltepunkt / Haltestelle (Strecke außer Betrieb) | 0,805                | Glanzstoff-Fabrik ausschließlich im Sonderverkehr mit Unterbrechungen (1915 – 1946)                                       | Glanzstoff-Fabrik ausschließlich im Sonderverkehr mit Unterbrechungen (1915 – 1946)                                       |
| |                      | | |
| |                      | | |
| U-Bahn-Strecke (außer Betrieb) · U-Bahn-Abzweig geradeaus und nach links (Strecke außer Betrieb) | 0,883                | Anschluss Torpedofabrik Whitehead (1921 – 1945) Anschluss Glanzstoff-Fabrik (1945 – 2008)                                 | Anschluss Torpedofabrik Whitehead (1921 – 1945) Anschluss Glanzstoff-Fabrik (1945 – 2008)                                 |
| |                      | | |
| U-Bahn-Strecke (außer Betrieb) · U-Bahn-Grenze (Strecke außer Betrieb) |                      | Strecke C Ende (1911 – 1945)                                                                                              | Strecke C Ende (1911 – 1945)                                                                                              |
| U-Bahn-Strecke (außer Betrieb) · U-Bahn-Grenze mit Eisenbahn (Strecke außer Betrieb) | 1,051                | Strecke C Ende mit Übergabe ÖBB (1945 – 2008)                                                                             | Strecke C Ende mit Übergabe ÖBB (1945 – 2008)                                                                             |
| |                      | | |
| U-Bahn-Abzweig geradeaus und nach links (Strecke außer Betrieb) | 1,542                | Anschluss Lagerplatz Firma Benker (1911 – 1950) Anschluss Baufirma „STUAG“ (1950 – 1975)                                  | Anschluss Lagerplatz Firma Benker (1911 – 1950) Anschluss Baufirma „STUAG“ (1950 – 1975)                                  |
| |                      | | |
| U-Bahn-Haltepunkt / Haltestelle (Strecke außer Betrieb) | 1,585                | Daniel-Gran-Straße / Beamtenhaus (1924 – 1976)                                                                            | Daniel-Gran-Straße / Beamtenhaus (1924 – 1976)                                                                            |
| U-Bahn-Abzweig geradeaus und von rechts (Strecke außer Betrieb) | 1,720                | Anschluss Lagerhaus Kienzl & Sohn (1937 – 1965)                                                                           | Anschluss Lagerhaus Kienzl & Sohn (1937 – 1965)                                                                           |
| U-Bahn-Kreuzung mit Eisenbahn geradeaus unten (Strecke geradeaus außer Betrieb) |                      | Westbahn | Westbahn |
| U-Bahn-Haltepunkt / Haltestelle (Strecke außer Betrieb) | 1,780                | Stadtpark (1912 – 1924, 1959 – 1960)                                                                                      | Stadtpark (1912 – 1924, 1959 – 1960)                                                                                      |
| U-Bahn-Dienststation / Betriebs- oder Güterbahnhof (Strecke außer Betrieb) | 1,897                | Eybnerstraße Ausweiche km 1,843–1,952 (1929 – 1953)                                                                       | Eybnerstraße Ausweiche km 1,843–1,952 (1929 – 1953)                                                                       |
| U-Bahn-Abzweig geradeaus und nach links (Strecke außer Betrieb) | 1,903                | Anschluss Lagerplatz der Stadt St. Pölten (1911 – 1953)                                                                   | Anschluss Lagerplatz der Stadt St. Pölten (1911 – 1953)                                                                   |
| U-Bahn-Abzweig geradeaus und nach links (Strecke außer Betrieb) | 1,990                | Anschluss Seifenfabrik Benker (1911 – 1970)                                                                               | Anschluss Seifenfabrik Benker (1911 – 1970)                                                                               |
| U-Bahn-Haltepunkt / Haltestelle (Strecke außer Betrieb) | 2,070                | Neugebäudeplatz (1929 – 1976)                                                                                             | Neugebäudeplatz (1929 – 1976)                                                                                             |
| U-Bahn-Haltepunkt / Haltestelle (Strecke außer Betrieb) | 2,200                | Neugebäudeplatz (1911 – 1929)                                                                                             | Neugebäudeplatz (1911 – 1929)                                                                                             |
| U-Bahn-Dienststation / Betriebs- oder Güterbahnhof (Strecke außer Betrieb) | 2,220                | Neugebäudeplatz Ausweiche km 2,170–2,270 (1911 – 1929)                                                                    | Neugebäudeplatz Ausweiche km 2,170–2,270 (1911 – 1929)                                                                    |
| U-Bahn-Brücke über Wasserlauf (Strecke außer Betrieb) |                      | Traisenbrücke 174 m | Traisenbrücke 174 m |
| U-Bahn-Dienststation / Betriebs- oder Güterbahnhof (Strecke außer Betrieb) | 2,622                | Ober-Wagram Ausweiche km 2,572–2,672 (1911 – 1912)                                                                        | Ober-Wagram Ausweiche km 2,572–2,672 (1911 – 1912)                                                                        |
| U-Bahn-Haltepunkt / Haltestelle (Strecke außer Betrieb) | 2,745                | Zwetzbacher Mühle (1911 – 1917)                                                                                           | Zwetzbacher Mühle (1911 – 1917)                                                                                           |
| U-Bahn-Haltepunkt / Haltestelle (Strecke außer Betrieb) | 2,888                | Ober-Wagram (1911 – 1976)                                                                                                 | Ober-Wagram (1911 – 1976)                                                                                                 |
| |                      | | |
| U-Bahn-Abzweig geradeaus und von links (Strecke außer Betrieb) | 3,075                | Anschluss Papierfabrik Elbemühle (1920 – 1938), Verpflegungslager (1938 – 1955), Mastlagerplatz Firma NEWAG (1967 – 1976) | Anschluss Papierfabrik Elbemühle (1920 – 1938), Verpflegungslager (1938 – 1955), Mastlagerplatz Firma NEWAG (1967 – 1976) |
| |                      | | |
| U-Bahn-Grenze (Strecke außer Betrieb) | 3,228                | Übergang vom Rillenschienen- zum Vignolschienenoberbau                                                                    | Übergang vom Rillenschienen- zum Vignolschienenoberbau                                                                    |
| U-Bahn-Haltepunkt / Haltestelle (Strecke außer Betrieb) | 3,235                | Salzerstraße (1929 – 1965)                                                                                                | Salzerstraße (1929 – 1965)                                                                                                |
| U-Bahn-Haltepunkt / Haltestelle (Strecke außer Betrieb) | 3,355                | Arbeitergasse (1965 – 1976)                                                                                               | Arbeitergasse (1965 – 1976)                                                                                               |
| U-Bahn-Abzweig geradeaus und von rechts (Strecke außer Betrieb) | 4,062                | Anschluss Papierfabrik Salzer (1911 – 1976)                                                                               | Anschluss Papierfabrik Salzer (1911 – 1976)                                                                               |
| U-Bahn-Abzweig geradeaus und nach rechts (Strecke außer Betrieb) | 4,066                | Anschluss Holzstoff-Fabrik Salzer (1911 – 1960)                                                                           | Anschluss Holzstoff-Fabrik Salzer (1911 – 1960)                                                                           |
| U-Bahn-Abzweig geradeaus und von links (Strecke außer Betrieb) | 4,069                | Anschluss Holzlagerplatz Salzer (1962 – 1976)                                                                             | Anschluss Holzlagerplatz Salzer (1962 – 1976)                                                                             |
| |                      | | |
| U-Bahn-Bahnhof (Strecke außer Betrieb) | 4,100                | Papierfabrik Salzer ehem. Elbemühl Ausweiche km 3,995–4,167 (1911 – 1976)                                                 | Papierfabrik Salzer ehem. Elbemühl Ausweiche km 3,995–4,167 (1911 – 1976)                                                 |
| |                      | | |
| U-Bahn-Haltepunkt / Haltestelle (Strecke außer Betrieb) | 4,295                | Sillinghof / Lilienhof (1911 – 1917)                                                                                      | Sillinghof / Lilienhof (1911 – 1917)                                                                                      |
| U-Bahn-Haltepunkt / Haltestelle (Strecke außer Betrieb) | 4,950                | Fialastraße (1974 – 1976)                                                                                                 | Fialastraße (1974 – 1976)                                                                                                 |
| U-Bahn-Abzweig geradeaus und nach rechts (Strecke außer Betrieb) | 5,161                | Anschluss Zwirnfabrik Salcher (1911 – 1924, Gleisrest – 1970)                                                             | Anschluss Zwirnfabrik Salcher (1911 – 1924, Gleisrest – 1970)                                                             |
| U-Bahn-Haltepunkt / Haltestelle (Strecke außer Betrieb) | 5,205                | Stattersdorf (1911 – 1976)                                                                                                | Stattersdorf (1911 – 1976)                                                                                                |
| U-Bahn-Haltepunkt / Haltestelle (Strecke außer Betrieb) | 6,075                | Dreherei Salcher / Ober-Stattersdorf / Aufeld (1911 – 1962)                                                               | Dreherei Salcher / Ober-Stattersdorf / Aufeld (1911 – 1962)                                                               |
| U-Bahn-Haltepunkt / Haltestelle (Strecke außer Betrieb) | 6,150                | Aufeld (1962 – 1976) | Aufeld (1962 – 1976) |
| U-Bahn-Abzweig geradeaus und von rechts (Strecke außer Betrieb) | 6,212                | Anschluss Museumstramway unvollendet (1974 – 1976)                                                                        | Anschluss Museumstramway unvollendet (1974 – 1976)                                                                        |
| U-Bahn-Strecke mit Straßenbrücke (Strecke außer Betrieb) |                      | Autobahn A1 | Autobahn A1 |
| U-Bahn-Kreuzung mit Eisenbahn (Strecken außer Betrieb) | 6,317                | Materialbahn (Spurweite 900 mm)                                                                                           | Materialbahn (Spurweite 900 mm)                                                                                           |
| |                      | | |
| U-Bahn-Abzweig geradeaus und von links (Strecke außer Betrieb) | 6,450                | Anschluss zu den Lagerplätzen der Firmen Universale und Redlich & Berger (1940 – 1956)                                    | Anschluss zu den Lagerplätzen der Firmen Universale und Redlich & Berger (1940 – 1956)                                    |
| |                      | | |
| U-Bahn-Haltepunkt / Haltestelle (Strecke außer Betrieb) | 6,990                | Spratzern (1924 – 1976)                                                                                                   | Spratzern (1924 – 1976)                                                                                                   |
| U-Bahn-Haltepunkt / Haltestelle (Strecke außer Betrieb) | 7,295                | Brunn / Harlander Fabrik (1911 – 1976)                                                                                    | Brunn / Harlander Fabrik (1911 – 1976)                                                                                    |
| U-Bahn-Abzweig geradeaus und von rechts (Strecke außer Betrieb) | 7,556                | Anschluss Harlander Zwirnfabrik (1912 – 1973)                                                                             | Anschluss Harlander Zwirnfabrik (1912 – 1973)                                                                             |
| U-Bahn-Haltepunkt / Haltestelle (Strecke außer Betrieb) | 7,650                | Salcherstraße (1974 – 1976)                                                                                               | Salcherstraße (1974 – 1976)                                                                                               |
| U-Bahn-Bahnhof (Strecke außer Betrieb) | 7,973                | Harland Ausweiche km 7,893–8,025 (1911 – 1976)                                                                            | Harland Ausweiche km 7,893–8,025 (1911 – 1976)                                                                            |
| U-Bahn-Blockstelle (Strecke außer Betrieb) | 8,045                | Strecke A Ende (1911 – 1976)                                                                                              | Strecke A Ende (1911 – 1976)                                                                                              |
| |                      | Anschluss Spinnerei Theresienhof (1912 – 1937)                                                                            | |

Die Straßenbahn St. Pölten war das Straßenbahn-System der heutigen niederösterreichischen Landeshauptstadt St. Pölten, sie war normalspurig und bestand von 1911 bis 1976. Die Betreibergesellschaft hieß St. Pöltner Straßenbahn-Aktiengesellschaft (St.P.St.B.), die Planung der Bahn geht auf das Jahr 1905 zurück. Ursprünglich stand die Güterbeförderung im Vordergrund, jedoch entwickelte sich der Personenverkehr hauptsächlich an Sonn- und Feiertagen im Ausflugsverkehr wesentlich stärker als erwartet. An der Gesellschaft waren vor allem die Fabrikbetriebe wie die Harlander Zwirnfabrik und die Glanzstoff Austria beteiligt, die über Gleisanschlüsse verfügten. Die Bahn hatte den Charakter einer Überlandstraßenbahn und verband St. Pölten mit den ursprünglich eigenständigen Orten Wagram, Stattersdorf, Aufeld, Spratzern und Harland.

## Das Projekt
Die Idee für ein „Netz von normalspurigen Kleinbahnen mit elektrischem Betriebe in der Umgebung St. Pöltens“ kam von der ansässigen Industrie und wurde von weitblickenden Politikern eifrig unterstützt. Der Erfolg einer Fabrik oder eines Betriebes hing maßgeblich davon ab, ob rasche, verlässliche und kostengünstige Transportmöglichkeiten für Rohstoffe und Produkte aus und in alle Richtungen zur Verfügung standen. Der Schienenverkehr war das Mittel der Wahl und so bestand großes Interesse an leistungsfähigen Gleisverbindungen von und zum Eisenbahnnetz.
Man suchte daher im Jahr 1905 um eine so genannte Vorkonzession an, die vom k.k. Eisenbahnministerium per Erlass vom 22. Juli 1905 erteilt wurde. Am 21. Jänner 1906 fand im St. Pöltner Rathaus eine Versammlung statt, an der alle Interessenten sowie die Vertreter der Gemeinden der Umgebung teilnahmen. Es wurde ein Aktionskomitee gebildet, welches alle Vorbereitungen für den Bau einer Straßenbahn durchführen sollte. Das Komitee ersuchte vier Firmen um Angebote für eine definitive Projektierung. Die Österreichischen Siemens-Schuckert-Werke erhielten nicht nur den Zuschlag für die Planung, sondern übernahmen auch die Verantwortung als Generalunternehmer für den Bahnbau. Nachdem das k.k. Eisenbahnministerium das Projekt genehmigt hatte, konnte am 11. Dezember 1906 die Trassenrevision stattfinden, bei der eine rasche Einigung über den genauen Streckenverlauf erzielt werden konnte. Die Detailplanung verlief zügig, sodass man bereits 1907 um die politische Begehung und die notwendige Enteignungsverhandlung ansuchte. Das Detailprojekt sah dabei vor, die Straßenbahn in der gleichen Spurweite wie die vor dem Hauptbahnhof endende Mariazellerbahn zu errichten. Das Niederösterreichische Landeseisenbahnamt legte großen Wert auf einen einheitlichen Betrieb mit direktem Übergang der Fahrzeuge. Der Bau der Straßenbahn in der Bosnischen Spurweite von 760 mm würde außerdem geringere Baukosten verursachen. Nach eingehenden Überlegungen und Berechnungen änderte man das bereits genehmigte Projekt hinsichtlich der Spurweite. Der Vorteil der günstigeren Baukosten war zwar offensichtlich, die damit verbundenen Nachteile jedoch groß. Bei der schmalspurigen Variante hätte jeder einzelne normalspurige Güterwagen auf je zwei Rollböcken aufgeschemelt werden müssen, was zusätzliche Kosten für die Anschaffung und Wartung einer großen Anzahl von Rollböcken verursacht hätte. Außerdem wären die notwendigen Manipulationen sehr zeit- und personalintensiv ausgefallen.

## Die Streckenbeschreibung

### Die Strecke A vom Frachtenbahnhof bis nach Harland
Das gesamte Streckennetz der Straßenbahn war eingleisig. Eine Begegnung mit einem entgegenkommenden Zug (eine so genannte Zugkreuzung) war daher nur in einer der Ausweichen möglich. Der Anfangspunkt der St. Pöltner Straßenbahn (km 0,000) lag im Übergabegleis zu den k.k. Staatsbahnen (kkStB) in km 61,6597 der Westbahnstrecke Wien – Salzburg unmittelbar am Beginn des 5-gleisigen Frachtenbahnhofs. Anschließend führte die Strecke durch die Daniel-Gran-Straße bis zum Beamtenhaus. In weitem Bogen hinter dem Beamtenhaus vorbei bog die Strecke nach Süden in die Eybnerstraße ein (früher Viehofner Straße genannt). Unter der Brücke der Westbahn hindurch erreichte die Straßenbahn nach kurzer Fahrt den Neugebäudeplatz mit seiner Ausweiche. Diese Ausweiche musste wegen Behinderung des übrigen Straßenverkehrs nach Weisung des Stadtbauamtes bereits 1929 in die Eybnerstraße verlegt werden. Schließlich musste die Straßenbahn im Jahr 1953 aus den gleichen Gründen wie schon 1929 auch die Ausweiche in der Eybnerstraße ersatzlos aufgeben und abbauen. Vom Neugebäudeplatz führte die Strecke in östlicher Richtung im Zuge der Wiener Straße direkt über die Traisenbrücke. Die Konstruktion der alten Brücke musste für das Befahren durch die Straßenbahn gehörig verstärkt werden. Das Gesamtgewicht eines Güterzuges durfte allerdings 114 Tonnen nicht überschreiten. Außerdem wurde aus Sicherheitsgründen folgende Vorschrift für die Straßenbahn erlassen: „Die Traisenbrücke (km 2,3 – km 2,6) darf überhaupt nicht befahren werden, solange sich eine Straßenwalze auf derselben befindet.“ Diese Vorschrift wurde sogar im Kapitel II/A/10 der Dienstvorschriften festgeschrieben. Die alte Traisenbrücke wies nur eine Fahrbahnbreite von 6 m auf und das Straßenbahngleis war in Seitenlage angeordnet. Das führte dazu, dass die Straßenbahnzüge in einer Richtung stets gegen die Fahrtrichtung des übrigen Verkehrs unterwegs waren. Entgegenkommende Fahrzeuge mussten diesfalls auf die Gegenfahrbahn ausweichen. Im Jahr 1953 ersetzte man die alte Traisenbrücke durch einen wesentlich breiteren Neubau. Das Gleis lag nun in der Fahrbahnmitte und rechts und links war genügend Platz für den Individualverkehr in beide Richtungen. Unmittelbar nach der Traisenbrücke bestand noch eine Ausweiche, die jedoch bereits im Jahr 1912 wieder abgebaut wurde. Die Trasse folgte nun der Purkersdorfer Straße und gelangte über einen großen Rechtsbogen in die Salzerstraße, wo sich bei km 3,228 der Übergang zwischen Rillenschienen- und Vignolschienenoberbau befand. Ab hier verlief die Trasse bis Harland abseits der Straßen auf eigenem Gleiskörper.
Nach knapp zwei Minuten Fahrzeit erreichte die Straßenbahn die ziemlich genau in Streckenmitte gelegene Haltestelle Papierfabrik Salzer mit der letzten und ab 7. Oktober 1953 einzigen Ausweiche auf dem Weg nach Harland. Sie wurde bis zur Einstellung des Straßenbahnbetriebs zur Kreuzung der Güterzüge mit den Triebwagen des Personenverkehrs genutzt. Nach einer Fahrstrecke von rund 300 m befindet sich noch heute auf der rechten Seite der Lilienhof. Das Hauptgebäude – „Schlössl“ genannt – steht von mächtigen Bäumen und etlichen Nebengebäuden umgeben auf einem parkähnlichen Gelände. Der Lilienhof mit seiner über 1000-jährigen Geschichte beherbergt ein kleines Kloster der Congregatio Jesu, der „Englischen Fräulein“. Vor der Einfahrt zum Park befand sich bis 1917 die Haltestelle Lilienhof. Auf Wunsch von mitfahrenden Ordensschwestern legten die Fahrer bis zuletzt gerne einen kurzen Halt zum Aussteigen ein. Nun folgte das Gleis ein Stück der Stattersdorfer Hauptstraße bevor es schräg über Felder nach Stattersdorf führte. Am Beginn der Siedlung eröffnete die Straßenbahngesellschaft am 9. August 1974 die zusätzliche Bedarfshaltestelle Fialastraße. Kurz danach lag die Haltestelle Stattersdorf zwischen sehr herabgewirtschafteten Wohnhäusern und verlassenen Industriebauten. Die enge Ortsdurchfahrt entlang einer Reihe von Gemüsegärten war stets ein beliebtes Fotomotiv. Es schien, als ob die Zeit dort stehen geblieben wäre. Nun folgte die Strecke dem Mühlbach. Kurz nach der Haltestelle Aufeld plante ein privater Verein eine kleine Remise für einen Museumsbetrieb auf den Gleisen der St. Pöltner Straßenbahn zu errichten. 1974 wurde mit dem Bau der Gleisanlagen begonnen. Die Einstellung des Straßenbahnbetriebs vereitelte jedoch die weitere Umsetzung dieses Vorhabens.
Während des Baus der späteren Westautobahn A1 sollte sowohl die Straßenbahnstrecke als auch der Mühlbach mit nur einem Brückenbauwerk überquert werden. Dies erforderte eine seitliche Verschwenkung der Gleistrasse zwischen km 6,112 und km 6,374 um bis zu 25 m Richtung Westen. Diese Trassenverschiebung erfolgte bereits zwischen 3. und 8. Oktober 1941. Die Fertigstellung der Autobahnbrücke verzögerte sich kriegsbedingt bis 1955/1956. Für die umfangreichen Materialtransporte während des Autobahnbaus errichtete man südlich der Autobahntrasse im Bereich von St. Pölten eine 2-gleisige Materialbahn mit einer Spurweite von 900 mm. Diese mit Dampflokomotiven betriebene Bahn führte von der Haltestelle „Spratzern“ der Reichsbahnstrecke Leobersdorf–St. Pölten zu den jeweiligen Baulosen und kreuzte das Straßenbahngleis rechtwinkelig in km 6,317. Die Materialtransporte zur Baustelle im unmittelbaren Bereich dieser Autobahnbrücke erfolgte durch die Straßenbahn. Zu diesem Zweck errichtete man bereits im Jahr 1940 ein bei km 6,450 abzweigendes, 182 m langes Anschlussgleis, welches bis zum Jahr 1956 bestand. Nach der Haltestelle Spratzern befand sich die Haltestelle Brunn / Harlander Fabrik nahe des Haupteingangs zum Fabriksgelände. Die Gesamtlänge aller Anschlussgleise der Harlander Zwirnfabrik und Baumwollspinnerei betrug stolze 954 m. Kurz nach der erst am 9. August 1974 errichteten Bedarfshaltestelle Salcherstraße lag die mit einem Ausweichgleis versehene Endstation Harland. Das Streckenende lag unmittelbar vor dem Mühlbach in km 8,045. Zwischen 1912 und 1937 führte das Anschlussgleis der Spinnerei Theresienhof über eine kleine Brücke geradeaus weiter auf das Werksgelände.

### Die Strecke B von der Daniel-Gran-Straße zum Bahnhof und ins Stadtzentrum
Die Strecke B Richtung Bahnhof und Stadtzentrum zweigte aus Richtung Harland bzw. von der Remise kommend an der Kreuzung der Daniel-Gran-Straße mit der Kremser Landstraße (km 1,051 der Strecke A) nach links Richtung Süden ab. Von der Eröffnung der Straßenbahn am 20. März 1911 bis zum 11. Dezember 1912 endete die Strecke durch die Kremser Landstraße bereits nach 176 m. Das provisorische Streckenende lag an der Rückseite des Bahnhofs unmittelbar vor der noch nicht fertig gestellten Unterführung.
Erst am 12. Dezember 1912 erfolgte die Verlängerung unter dem Bahnhof hindurch – hier befand sich auf einer Länge von nur 14,5 m die maximale Neigung der St. Pöltner Straßenbahn mit 38,62 ‰ – zur Haltestelle am Bahnhofplatz. Durch die Kremser Gasse erreichte die Strecke schließlich die zentrumsnahe gelegene Endstation in der Brunngasse. Da die Straßenbahn auch zur Postbeförderung verpflichtet war, verlegte man am Bahnhofplatz ein 91 m langes Anschlussgleis zum Postamt. Nach dem Ende der Postbeförderung im Jahr 1938 wurde das Postgleis aufgelassen.
Von den drei Portalen der Bahnhofsdurchfahrt stand eines für die Fußgänger zur Verfügung, die restlichen beiden wurden vom Autoverkehr in jeweils eine Fahrtrichtung genutzt. Die eingleisige Strecke der Straßenbahn führte durch das mittlere Portal. Dies führte sowohl im Links- als auch später im Rechtsverkehr dazu, dass die Straßenbahn in einer Richtung stets gegen die Fahrtrichtung des Autoverkehrs unterwegs war. Dieses Nadelöhr sowie die beengten Platzverhältnisse in der Kremser Gasse und der Brunngasse führten schließlich dazu, dass die Strecke unter dem Bahnhof hindurch bis ins Stadtzentrum trotz des massiven Widerstandes der Straßenbahnverwaltung aufgegeben werden musste. Am Abend des 27. Mai 1951 verließ Zug 33 um 22.20 Uhr zum letzten Mal die Endstation in der Brunngasse. Ab dem Folgetag endete die Strecke wieder hinter dem Bahnhof. Am gleichen Tag begann man auch die Gleise und Weichen in der Brunngasse auszubauen, um sie in der Goldeggerstraße hinter dem Bahnhof wieder einzubauen. Am 29. Juli 1951 konnte die neue Endstation samt Ausweiche in Betrieb genommen werden.
Nachdem der Beiwagenbetrieb ab 1959 schrittweise reduziert und 1961 schließlich ganz aufgegeben wurde, verlor die Ausweiche in der Goldeggerstraße ihre Aufgabe und wurde im Mai 1971 ausgebaut. Das Gleis der Straßenbahn endete somit bis zur Betriebseinstellung stumpf am heutigen Gewerkschaftsplatz.

### Die Strecke C vom Beamtenhaus über die Remise bis zur Glanzstoff-Fabrik
Die Strecke C begann in km 1,463 der Strecke A in der Daniel-Gran-Straße kurz vor dem Beamtenhaus. Während die Strecke A an dieser Stelle nach rechts in großem Bogen Richtung Eybnerstraße abzweigte, verlief die Strecke C auf der Daniel-Gran-Straße in östlicher Richtung geradeaus weiter. Nach 170 m führte das Gleis in weitem Linksbogen an der rechts etwas abseits gelegenen 3-gleisigen Remise vorbei. Die Anschlussweiche zur Remise lag bereits in der Herzogenburger Straße bei km 0,270. Bis 1960 befand sich in km 0,504 eine Betriebsausweiche. Kurz danach war das weitläufige Areal der Hauptkundin der St. Pöltner Straßenbahn – der „Ersten Österreichischen Glanzstoff-Fabrik“ – erreicht. Die umfangreichen Gleisanlagen im Werksgelände hatten eine Gesamtlänge von rund 1600 m. Zwischen 1915 und 1946 bestand mit größeren Unterbrechungen ein Sonderverkehr zum Schichtwechsel in der Glanzstoff-Fabrik. Die dafür eigens errichtete Haltestelle befand sich unmittelbar vor dem Haupteingang in km 0,804. Die Strecke C endete bis 1945 in km 0,883. Ab 1921 führte ein 531 m langes Anschlussgleis zur Maschinen- und Torpedofabrik Whitehead geradeaus weiter. 1945 verwendete die Glanzstoff-Fabrik Teile dieses Anschlussgleises weiter. Der nicht benötigte Abschnitt wurde abgetragen.
Als am 1. April 1945 der Frachtenbahnhof mit dem Gleisanschluss zur Westbahn völlig zerstört wurde, war kein Güterverkehr mehr möglich. Am 11. April 1945 musste auch der Personenverkehr wegen kriegsbedingter Schäden an den Gleisanlagen, der Fahrleitung, an der Remise, der Umformerstation und an den Fahrzeugen eingestellt werden.
Die russische Besatzungsmacht errichtete an zwei Standorten mit Gleisanschluss an die Straßenbahn jeweils Verpflegungslager. Für die großen Nachschublieferungen zu diesen Lagern und den dringend benötigten Rohstoff- und Warenlieferungen für die von der USIA übernommenen Glanzstoff-Fabrik bestand großes Interesse an einer möglichst raschen Wiederaufnahme des Güterverkehrs. Soldaten der Roten Armee errichteten am Ende der Herzogenburger Straße mit nicht mehr benötigtem Gleismaterial der Anschlussgleise zur Torpedofabrik Whitehead und zur Glanzstoff-Fabrik ein 321 m langes, provisorisches Übergabegleis zur Bahnstrecke St. Pölten – Tulln. Die Strecke C wurde buchmäßig vom km 0,883 bis zum km 1,051 verlängert. Bereits am 27. Juni 1945 konnte das Übergabegleis in Betrieb und der dringend benötigte Güterverkehr wieder aufgenommen werden.
Dass Provisorien besonders langlebig sind beweist die Tatsache, dass dieses Übergabegleis nicht nur bis zur Einstellung des Straßenbahnbetriebes am Abend des 9. Februar 1976, sondern für die Wagenzustellung zur Glanzstoff-Fabrik durch die ÖBB bis 2008 in Betrieb stand.

## Die verwendeten Gleisprofile

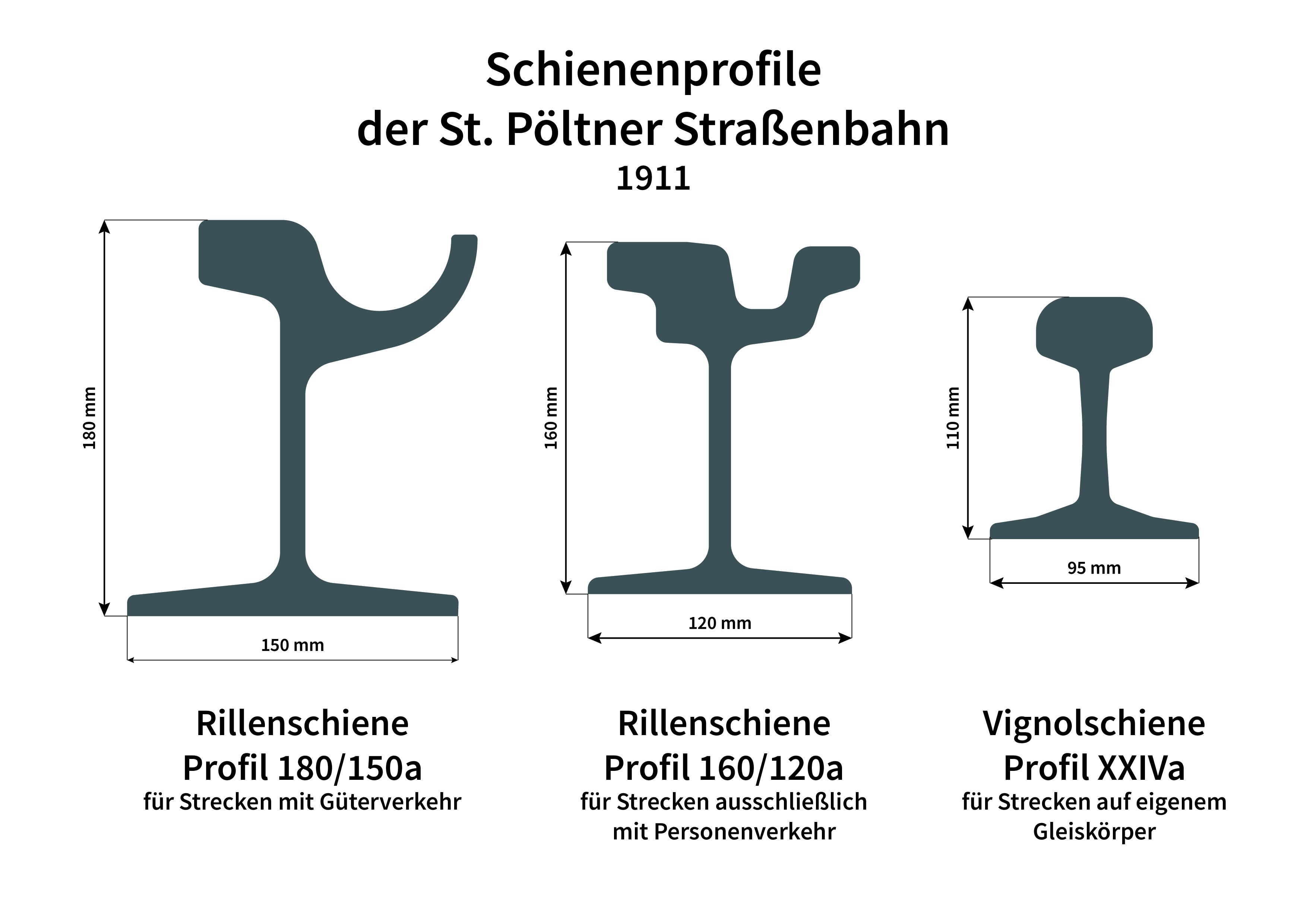
Die beim Bau der St. Pöltner Straßenbahn 1911 verwendeten Schienenprofile

Auf allen im Straßenplanum gelegenen Streckenabschnitten mit Güterverkehr gelangten Rillenschienen der Bauform 180/150a mit einer Rillenbreite von 60 mm zum Einsatz. Dieses Schienenprofil war auch für das Befahren mit Fahrzeugen mit breiten Spurkränzen nach Staatsbahn-Profil geeignet. Zwischen den Stationen Ober-Wagram und Salzerstraße erfolgte bei km 3,228 der Übergang vom Rillenschienen- zum  Vignolschienenoberbau. Ab hier verlief die Strecke abseits der Straßen auf eigenem Bahnkörper und es kam das Schienenprofil der Form XXIVa zur Anwendung. Bei Anschlussgleisen wurden teilweise auch kleinere Schienenprofile verwendet. Nach Möglichkeit betrug der Bogenradius auf Güterverkehrsgleisen 100 m. Der Mindestradius war mit 70 m festgelegt und kam hauptsächlich im Verlauf von Anschlussgleisen, im Streckengleis jedoch nur an zwei Stellen aus Platzgründen zur Anwendung:
- am Neugebäudeplatz zwischen der Eybnerstraße und der Wiener Straße sowie
- in Oberwagram zwischen der Purkersdorfer Straße und der Salzerstraße.

Die Strecke B zwischen der Daniel-Gran-Straße und der Brunngasse diente ausschließlich dem Personenverkehr. Es konnten daher Rillenschienen der Form 160/120a mit einer Rillenbreite von nur 32 mm verlegt werden. Der kleinste Bogenradius in diesem Abschnitt befand sich im Gleisbogen zwischen der Kremser Gasse und der Brunngasse und betrug 20 m.

## Der Bau, die Probefahrten und die Kommissionierung
Ab Jänner 1910 erreichten große Mengen an Baumaterialien und Werkzeug auf Güterwagen den St. Pöltner Frachtenbahnhof. Der weitere Transport zu den künftigen Baustellen erfolgte dann mit Pferdefuhrwerken.
Am 2. April 1910 fand die konstituierende Sitzung der „Aktiengesellschaft der St. Pöltner Straßenbahn“ statt. Diese Gesellschaft war ausschließlich für die Finanzierung der Bauarbeiten zuständig. Noch im April begann man mit den Bauarbeiten. Die Österreichischen Siemens-Schuckert-Werke als Generalunternehmer betrauten die Wiener Baufirma Leo Arnoldi mit der Herstellung der gesamten Bahnanlage und die St. Pöltner Firma Demetzy & Faulhammer mit der Herstellung sämtlicher Fabriksanschlußgleise. Außerdem lieferte Siemens-Schuckert die gesamte elektrische Ausrüstung für die Strecke.
Am 1. Mai 1910 erteilte das k.k. Eisenbahnministerium die Konzession einer „mit elektrischer Kraft zu betreibenden normalspurigen Kleinbahn von St. Pölten nach Harland“ auf eine Dauer von 60 Jahren. Die offizielle Baugenehmigung traf erst nachträglich am 17. August 1910 ein.
Neben den gesamten Gleis- und Fahrleitungsanlagen war auch die Remise mit drei Hallengleisen zu errichten. Im selben Gebäude waren Werkstätten- und Büroräume sowie das Umformerwerk untergebracht. Zahlreiche Durchlässe und Entwässerungsgräben waren herzustellen, Brücken und Kanäle zu verstärken sowie Änderungen von Bachläufen vorzunehmen. Die alte Traisenbrücke musste derart umgebaut werden, dass sie auch von Güterzügen mit bis zu 100 Tonnen Gesamtgewicht befahren werden konnte. Statt des engen Durchlasses unter der Westbahn im Zuge der heutigen Eybnerstraße errichtete man eine neue wesentlich breitere Brücke.
Für den Betrieb waren drei Triebwagen für den Personenverkehr, zwei Elektrolokomotiven für die Beförderung der Güterzüge, ein offener und ein geschlossener Güterwagen für interne Transporte, zwei kleine, ungebremste Bahnwagen für Kleintransporte bei Oberbauarbeiten und schließlich ein Turmwagenanhänger zur Fahrleitungsunterhaltung bestellt worden.
Die Generalinspektion der Österreichischen Eisenbahnen genehmigte am 21. Jänner 1911 aufgrund der guten Baufortschritte die Durchführung von Probefahrten. Nach Ablieferung und Komplettierung der drei Personentriebwagen begann man am 20. Februar 1911 mit den ersten Probefahrten. Am gleichen Tag waren die beiden Güterzuglokomotiven auf eigener Achse am Schluss von Güterzügen in St. Pölten eingetroffen. Die Loks wurden mit den drei kleinen Triebwagen vom Frachtenbahnhof zur Remise geschleppt. Nach dem positiven Abschluss aller Probefahrten begannen die Personaleinschulungen.
Die Bauarbeiten an der St. Pöltner Straßenbahn waren nach einer Bauzeit von elf Monaten im Wesentlichen abgeschlossen worden. Es folgten nun alle notwendigen behördlichen Überprüfungen. Am 14. Und 15. März 1911 fanden die erfolgreichen Belastungsproben aller Brücken und Durchlässe statt. Somit konnte am 16. März 1911 die „technisch-polizeiliche Prüfung der elektrischen, normalspurigen Kleinbahn von St. Pölten nach Harland“ durchgeführt werden. Die Kommissionierungsfahrt – im normalen Sprachgebrauch als „Polizeiprobefahrt“ bekannt – erfolgte mit dem Triebwagen 2. Dabei wurden alle Anlagen und Fahrbetriebsmittel einer genauen Prüfung bezüglich der Übereinstimmung mit den genehmigten Plänen unterzogen. Die dabei festgestellten Abweichungen wurden jedoch als nicht sicherheitsrelevant eingestuft. Für die Fertigstellung von noch fehlenden Ausführungen und kleineren Abänderungen setzte man eine Nachfrist bis 3. April 1911.
Die Betriebsbewilligung der Prüfungskommission:
„Die Kommission stellt mit Rücksicht auf das vorstehend, im Allgemeinen anstandslose Ergebnis der heutigen Amtshandlung fest, dass bei Einhaltung der Konzessionsbestimmungen auf der heute technisch-polizeilich geprüften Kleinbahn ein regelmäßiger, ungestörter und sicherer Betrieb im Sinne des § 12 der Eisenbahnbetriebsordnung mit vollem Grunde erwartet werden kann und erteilt somit über Ermächtigung des k.k. Eisenbahnministeriums vom 9. März 1911, Zl. 11325 namens dieses Ministeriums ex commissione den Benützungskonsens für die heute kommissionierte Linie vom Frachtenbahnhof St. Pölten nach Harland samt den Zweiglinien durch die Kremser Landstraße und zur Glanzstoff-Fabrik bei St. Pölten. […] Die Aufnahme des Personenverkehrs auf der Linie von der provisorischen Endstation in der Kremser Landstraße nach Harland kann Montag, den 20. März 1911 stattfinden. Es besteht jedoch kein Anstand, bereits Samstag, den 18. März 1911 die Befahrung der gesamten Linie mit Sonderzügen, welche nicht dem öffentlichen Verkehr dienen, anlässlich der beabsichtigten Eröffnungsfeierlichkeiten zu bewerkstelligen. Gegen die seitens der Konzessionäre beantragte Eröffnung des Güterverkehres ab 3. April 111 wird unter der Voraussetzung kein Einwand erhoben, dass bis zu diesem Termin die im Protokoll angeführten diesbezüglichen Herstellungen beziehungsweise Vorbereitungen durchgeführt sein werden, was bei einer seitens der k.k. Generalinspekton noch vor Aufnahme des Betriebes vorzunehmenden Nachrevision festzustellen sein wird. Schließlich wird die Benützungsbewilligung für sämtliche im Protokoll angeführten Hochbauten sowie für die erprobten Fahrbetriebsmittel erteilt. […]“.

## Die Eröffnung
Am Samstag, den 18. März 1911 fand die feierliche Eröffnung der St. Pöltner Straßenbahn statt. Neben offiziellen Persönlichkeiten der Stadt St. Pölten und der umgebenden Ortschaften waren auch Vertreter der an die Bahn angeschlossenen Firmen und Fabriken sowie Abgeordnete der verschiedenen öffentlichen und privaten Stellen anwesend.
Der Statthalter von Niederösterreich, Erich Graf von Kielmannsegg, traf mit dem Zug aus Wien um 11.13 Uhr am Hauptbahnhof ein. Er wurde dort von einem der ursprünglichen Initiatoren des Bahnprojektes, dem ehemaligen St. Pöltner Bürgermeister Dr. Ofner, vom Statthaltereirat Ritter Waniek von Domyslow und vom amtierenden Bürgermeister Eybner empfangen. Mit einem Triebwagen der Straßenbahn ging es zur Remise in der Daniel-Gran-Straße, wo sich die übrigen Festgäste versammelt hatten. Dr. Ofner lud offiziell zur Eröffnungsfahrt ein. Man fuhr mit den drei Personentriebwagen zunächst durch die Herzogenburger Straße zu einem Besuch der Glanzstoff-Fabrik. Anschließend ging es zurück zur Remise und über die Daniel-Gran-Straße zur Besichtigung des Frachtenbahnhofs. Die Eröffnungsfahrt wurde schließlich über den Neugebäudeplatz nach Ober-Wagram fortgesetzt, wo die Gemeindevertretung von Stattersdorf unter der Leitung von Bürgermeister Schmutz für die Weiterfahrt zustieg. Am Streckenende in Harland begrüßte die Gemeindevertretung von Pyhra die angekommenen Festgäste. Man besichtigte die nahe gelegene Schule, bestieg wieder die Triebwagen und beendete die Sonderfahrt schließlich nach der Ankunft an der provisorischen Endstation in der Kremser Landstraße hinter dem Hauptbahnhof. Im nahe gelegenen Hotel Pittner fand ein Galadiner für insgesamt 100 Personen statt. Die Eröffnungsfeierlichkeiten wurden um 17 Uhr mit der Rückreise des Statthalters offiziell beendet.

## Der Betrieb
Für den überraschend starken Personenverkehr lieferte die Grazer Waggonfabrik im Juli 1911 den Beiwagen 11.
Die Haupteinnahmequelle der Straßenbahn St. Pölten stellte anfangs der Güterverkehr dar, der Personenverkehr spielte zunächst nur eine untergeordnete Rolle. Durch die Anbindung des Stadtzentrums konnte eine Frequenzsteigerung im Personenverkehr erreicht werden, weshalb weitere Beiwagen angeschafft werden mussten.
Die St. Pöltner Straßenbahn war auch zur Postbeförderung verpflichtet. Die Steigerung auf bis zu 1200 zu transportierenden Paketen täglich bestellte die Straßenbahn St. Pölten 1913 den einzigen in Österreich gebauten Posttriebwagen, der am 25. April 1914 mit der Nummer 4 in Betrieb genommen wurde. Zur Verstärkung bei starkem Ausflugsverkehr erwarb die Straßenbahn einen kleinen, gebrauchten Beiwagen aus Wien. Das Fahrzeug wurde 1891 von der „Wiener Tramway-Gesellschaft“ in der eigenen Hauptwerkstätte als einspänniger Sommerwagen der Pferdetramway mit der Nummer 758 erbaut und ab 1902 für den elektrischen Betrieb adaptiert. Die St. Pöltner Straßenbahn kaufte den Wagen am 8. Juli 1918 von der „Gemeinde Wien – städtische Straßenbahnen“ und setzte ihn als Beiwagen 12 ein. Das Fahrzeug war somit das älteste Fahrzeug in St. Pölten. Aufgrund von weiter steigenden Fahrgastzahlen waren die Verantwortlichen 1927 auf der Suche nach einem weiteren gebrauchten Beiwagen und wurden bei der 723 Kilometer entfernten Straßenbahn Bremen fündig. Am 7. Dezember 1927 stand Wagen 369 erstmalig auf St. Pöltner Straßenbahngleisen. Nach umfangreichen Umbauten setzte man den nun als Beiwagen 13 bezeichneten Wagen ab 26. Oktober 1928 ein. Bereits im Sommer 1928 bestellte man bei den Österreichischen Siemens-Schuckert-Werken ÖSSW einen vierten größeren und stärkeren Personentriebwagen. Dieser Triebwagen 5 wurde ab 15. Juni 1929 meist bei starkem Fahrgastaufkommen im Schüler- und Berufsverkehr eingesetzt. Die 3-gleisige Remise war aufgrund der Fahrzeugzugänge zu klein geworden. Man errichtete daher ebenfalls 1929 einen seitlichen Anbau an die Wagenhalle für ein viertes Gleis, auf dem hauptsächlich die Beiwagen abgestellt wurden. Im gleichen Jahr musste wegen der Zunahme des Individualverkehrs die Ausweiche auf Anordnung des Stadtbauamtes vom Neugebäudeplatz in die Eybnerstraße zwischen Westbahnviadukt und Klostergasse verlegt werden.
Zur Entlastung der beiden oftmals im Dauereinsatz stehenden Güterzuglokomotiven lieferte die Grazer Waggonfabrik 1930 die baugleiche Lok 3. Allerdings bestanden zu den beiden Loks 1 und 2 ein paar Unterschiede: die Lok 3 verfügte über eine automatische Vakuumbremse für den Wagenzug und ein Vakuumhorn statt der elektrischen Hupe ihrer beiden Vorgängerinnen. Die Anfahr- und Bremswiderstände montierte man auf den beiden Vorbauten. Außerdem verbaute man statt der markanten ovalen Doppelscheinwerfer  normale, kreisrunde Scheinwerfer.
Die äußerst schlechte Wirtschaftslage wirkte sich Anfang der 1930er-Jahre hauptsächlich auf die Industriebetriebe und somit auch auf die St. Pöltner Straßenbahn aus. Einige Fabriken mussten zusperren. Auch die Glanzstoff-Fabrik – einer der Hauptkunden der Straßenbahn musste im Juli 1930 vorübergehend die Produktion einstellen. Es gab drastische Rückgänge sowohl im Personen- als auch im Güterverkehr. Auch die Versuche durch ermäßigte Frachttarife Anschlußgleisbesitzer nicht als Frachtkunden zu verlieren, schlugen fehl. Dies führte dazu, dass die  Post- und Paketbeförderung mit der Straßenbahn im Jahre 1932 aufgegeben werden musste. Nachdem es für den Posttriebwagen 4 keine weitere Verwendung gab, blieb das Fahrzeug abgestellt. Durch einen umfangreichen Umbau verbunden mit dem Abbau des Stromabnehmers sowie dem Ausbau der beiden Fahrmotore und Fahrschalter, entstand im Jahr 1938 aus dem Posttriebwagen der Beiwagen 4 für den Personenverkehr.
Nach dem sogenannten Anschluss Österreichs im Jahr 1938 wurde auch die St. Pöltener Straßenbahn nach der deutschen Straßenbahn-Bau- und Betriebsordnung (BOStrab) betrieben. Diese schrieb unter anderem vor, dass sich an der vorderen Fahrzeugfront des ersten Fahrzeuges an der höchsten Stelle ein beleuchtbares Liniensignal befinden musste. Bei der St. Pöltner Straßenbahn entschied man sich für H für die Kurse Richtung Harland und P für die Kurse Richtung St. Pölten. Diese waren an den Fahrzeugen in weißer Schrift auf schwarzem Grund angeschrieben, die Signale konnten bei Dunkelheit beleuchtet werden. Die Elektrolokomotiven für den Güterverkehr erhielten wegen der damals gültigen Verschubsignale „Vorwärts“ bzw. „Rückwärts“ auf der Harlander Seite V und auf der St. Pöltner Seite R als „Liniensignal“ für die Eindeutigkeit der gewünschten Fahrtrichtung. Mit Einführung des Rechtsverkehrs in Ostösterreich ab 19. September 1938 mussten alle Triebwagen und Lokomotiven mit Fahrtrichtungsanzeigern der  Bauart „Knust“ ausgestattet werden.
Die zukünftige Autobahn sollte sowohl die Straßenbahnstrecke als auch den Mühlbach mit nur einer Brücke überqueren. Dies erforderte zwischen km 6,112 und km 6,374 eine seitliche Verschiebung der Gleistrasse um bis zu 25 m Richtung Westen. Die Trassenverschiebung erfolgte zwischen 3. und 8. Oktober 1941. Im Bereich St. Pölten errichtete man südlich der Autobahntrasse eine 2-gleisige Materialbahn mit einer Spurweite von 900 mm. Die mit Dampflokomotiven betriebene Bahn diente dem Transport von Baumaterial von der Haltestelle „Spratzern“ der Reichsbahnstrecke Leobersdorf–St. Pölten zu den jeweiligen Baulosen. Die Materialbahn kreuzte das Straßenbahngleis rechtwinkelig in km 6,317 nahe der Haltestelle „Aufeld“.
Die ständigen Probleme mit vielen Fehlauslösungen der automatischen Schutzvorrichtungen Tastgitter und Fangkorb führte immer wieder zu deren Zerstörung. Dem Ansuchen der Betriebsleitung zur Entfernung dieser Schutzvorrichtungen wurde mit Bescheid des Reichsverkehrsministeriums vom 5. April 1943 stattgegeben. Die störanfälligen Fangkörbe konnten durch starre Spitzbahnräumer ersetzt werden.
Es entwickelte sich im Güterverkehr bis 1945 und im Personenverkehr sogar bis 1947 ein noch nie dagewesenes Verkehrsaufkommen, welches nur durch den Einsatz aller verfügbaren Personal- und Fahrzeugreserven unter schwierigsten Bedingungen zu bewältigen war.
Am 1. April und 2. April 1945 wurde die fünfgleisige Übergabeanlage beim Frachtenbahnhof durch einen Fliegerangriff völlig zerstört, sodass der Güterverkehr mit 1. April 1945 eingestellt werden musste. An einen Wiederaufbau des Frachtenbahnhofs war nicht zu denken. Die Bombardierung der St. Pöltner Innenstadt am 12. April 1945 führte zu Beschädigungen an Remise, Werkstätte, Fahrleitungsanlage, Gleichrichteranlage sowie an Fahrzeugen, sodass auch der Personenverkehr eingestellt werden musste. Um den Güterverkehr zur Glanzstoff-Fabrik und für die Errichtung eines Verpflegungslagers verlegten Soldaten der Roten Armee ein neues Übergabegleis zur Bahnstrecke St. Pölten – Tulln. Am 27. Juni 1945 wurde der Güterverkehr teilweise wieder aufgenommen. Nach notdürftiger Reparatur der relativ geringen Schäden konnte am 2. Juli 1945 der Personenverkehr  ebenfalls wieder aufgenommen werden.
Der zunehmende Individualverkehr führte im engen Bahnhofdurchlass zu massiven gegenseitigen Behinderungen im Straßenbahn- und Autoverkehr. Die Polizei drohte im Einvernehmen mit der Magistratsdirektion mit der generellen Sperre der Bahnhofsunterführung wegen „Gefahr in Verzug“. Am 27. Mai 1951 verkehrte die Straßenbahn zum letzten Mal zur Brunngasse. Das gesamte Schienenmaterial wurde rasch abgebaut und damit die Ausweiche der neuen Endstation in der Goldeggerstraße errichtet und am 29. Juli 1951 in Betrieb genommen. Inzwischen endete der Fahrbetrieb in der reaktivierten provisorischen Endstation Bahnhof aus der Anfangszeit. Die Straßenbahn war fortan nicht mehr mit dem Stadtzentrum verbunden, was einen starken Frequenzeinbruch zur Folge hatte. Das Stadtbauamt forderte den Abbau der Ausweiche in der Eybnerstraße. Ab 7. Oktober 1953 existierte nur mehr die Ausweiche Papierfabrik Salzer.
Nach Auflassung des Beiwagenbetriebs mussten bei Ausfall des „großen“ Triebwagens 5 in den Verkehrsspitzen meist zwei kleine Triebwagen mit einem Pendelschaffner eingesetzt werden. Es wurde daher ein weiterer großer Triebwagen beschafft. Aus Geldmangel kam allerdings nur ein gebrauchtes Fahrzeug in Frage. Am 1. September 1963 wurde daher der Wiener Hilfstriebwagen NL 6212, ehemals ein Triebwagen der Type N des Baujahrs 1925, der ursprünglich unter der Nummer 2703 bei der Wiener Elektrischen Stadtbahn lief, beschafft und nach kleineren Adaptierungsarbeiten ab dem 30. Dezember 1963 mit der Nummer 006 im Personenbetrieb eingesetzt. Die Ausfälle des Triebwagens (insbesondere der in St. Pölten bis dahin nicht gebräuchlichen Druckluftbremse) häuften sich und so wurde der Triebwagen nach einem Kompressorschaden am 17. Jänner 1973 abgestellt und im November 1974 zur musealen Erhaltung nach Wien abgegeben.
1974 beschloss die Betriebsleitung den Kauf zweier gebrauchter T1-Triebwagen (Nr. 404 und 407) von der Straßenbahn Wien. Der T1 404 wurde nach kleineren Umbauten ab 1. September 1975 als Triebwagen 7 in St. Pölten eingesetzt und erfreute sich sowohl beim Personal als auch bei den Fahrgästen großer Beliebtheit. Im Sommer 1975 wurde der kleine Triebwagen 2 wegen seines schlechten Erhaltungszustandes abgestellt und verkauft. Im Oktober 1975 musste auch der Triebwagen 5 abgestellt werden.
Am 10. Februar 1976 wurde die Straßenbahn aufgrund einer unbeglichenen Stromrechnung stillgelegt. Verhandlungen über eine Übernahme durch die Österreichischen Bundesbahnen (ÖBB) oder das Land Niederösterreich scheiterten, sodass die Gesellschaft Konkurs anmelden musste.
Jedoch wurde der Anschluss der Glanzstoff-Fabrik noch bis zu deren Schließung 2008 mit einer ÖBB-Diesellokomotive beziehungsweise einem Unimog bedient. Ferner erhielt die Papierfabrik Salzer ihre Güterwagen noch einige Jahre nach der Stilllegung per Straßenroller zugestellt.

## Nachnutzung
Heute sind Teile der ehemaligen Trasse zum Radweg „Tramway Trasse“ umfunktioniert, die denkmalgeschützte Remise steht an der Einmündung der Daniel-Gran-Straße in die Herzogenburger Straße und ist heute ungenutzt. Seit 2004 wird über eine Wiedereinführung der Straßenbahn in St. Pölten nachgedacht; eine kurzfristige Realisierung scheint aber unwahrscheinlich.

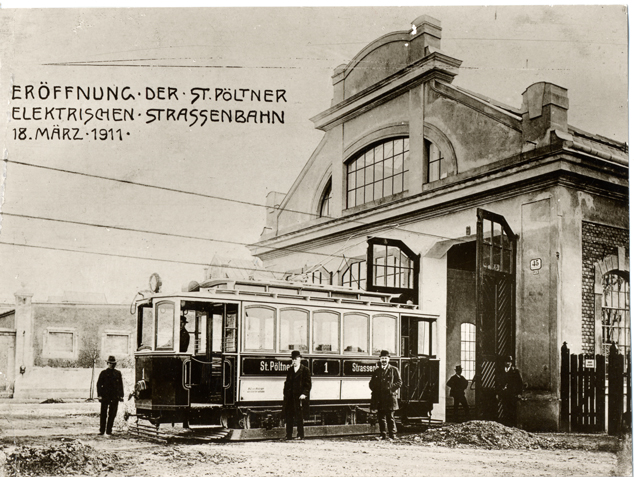
Wagen 1 anlässlich der Eröffnung vor der Remise
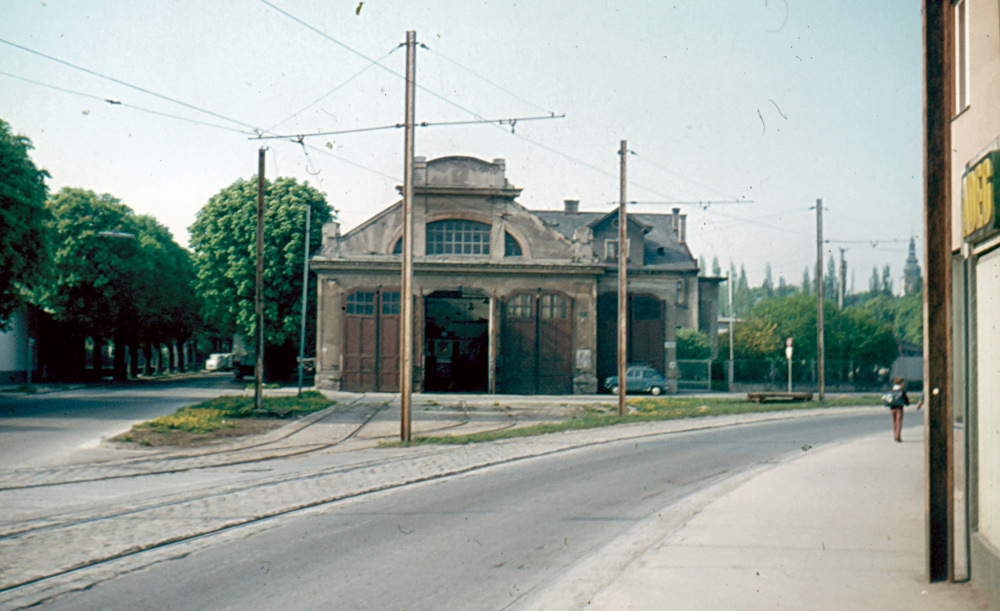
Remise im Jahr 1971
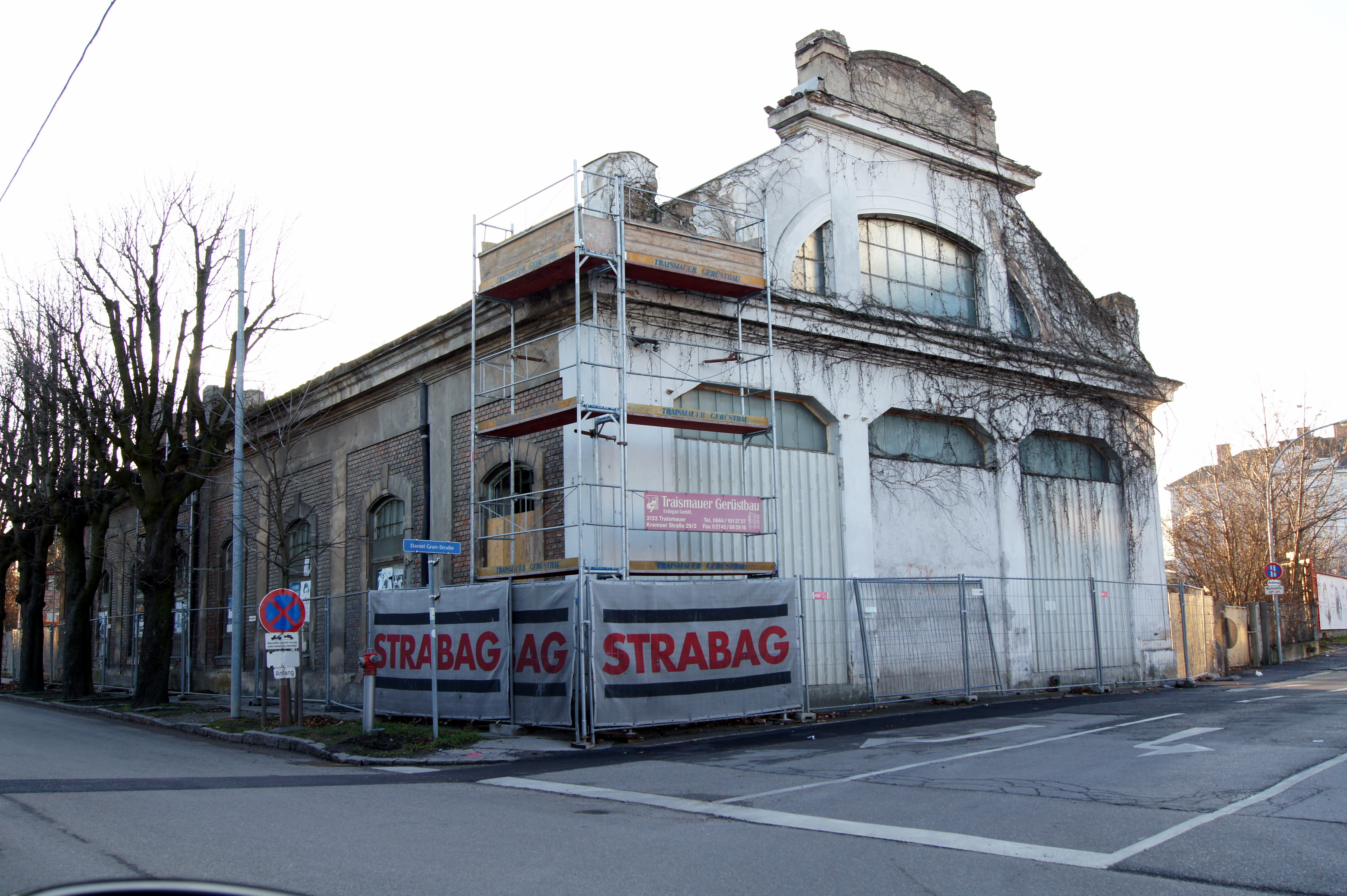
Remise im Jahr 2014
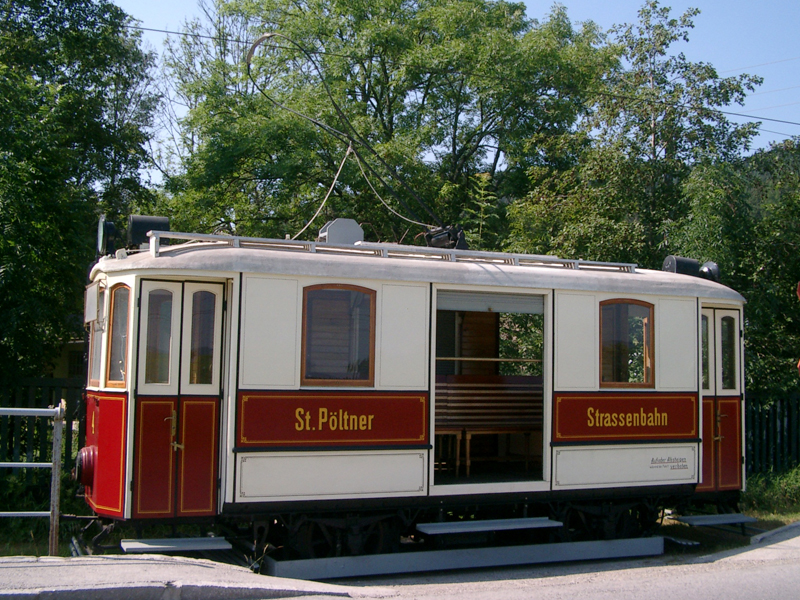
Erhaltener Posttriebwagen Nr. 4 (2004)
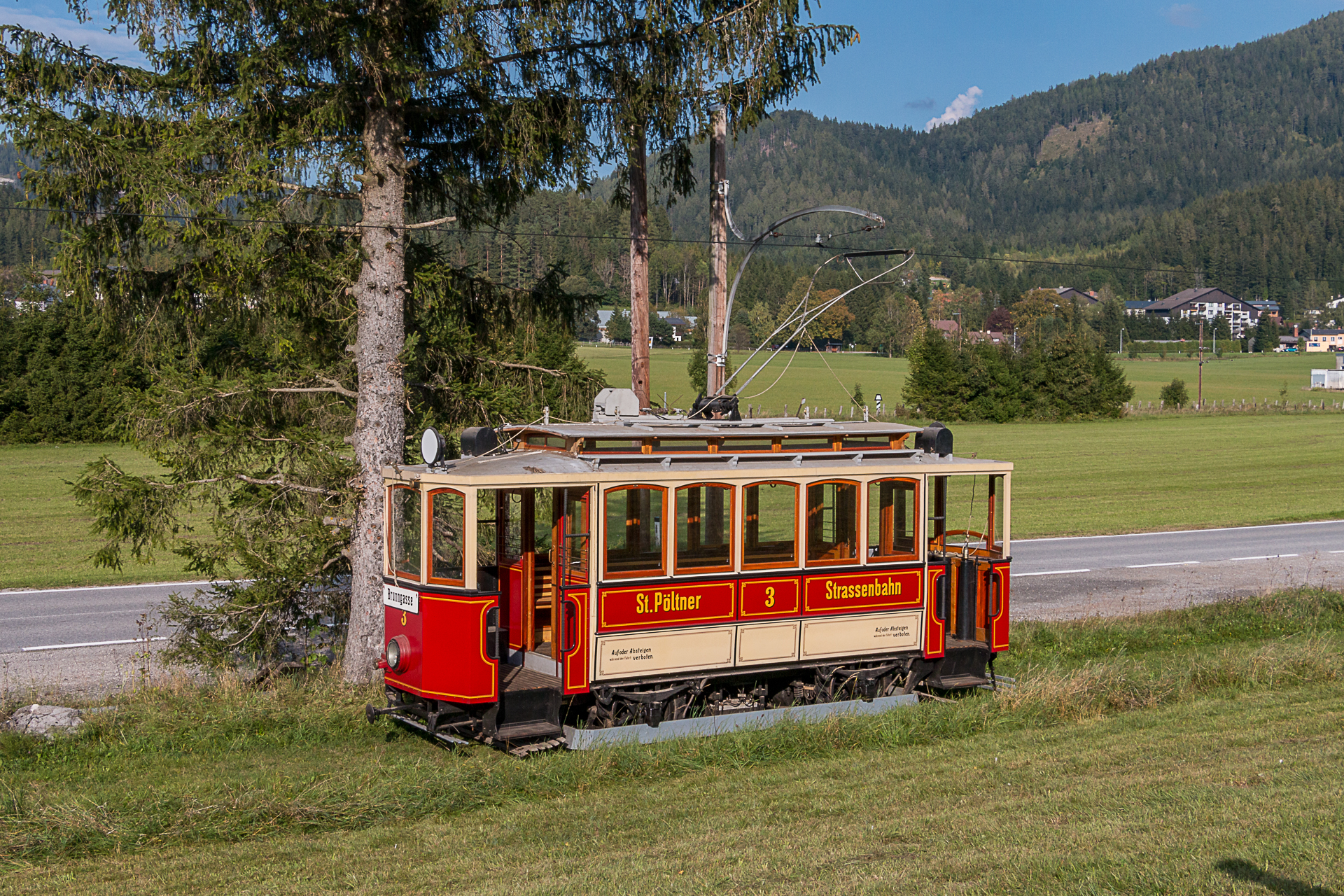
Der Triebwagen 3 im Ursprungszustand bei der Museumstramway Mariazell
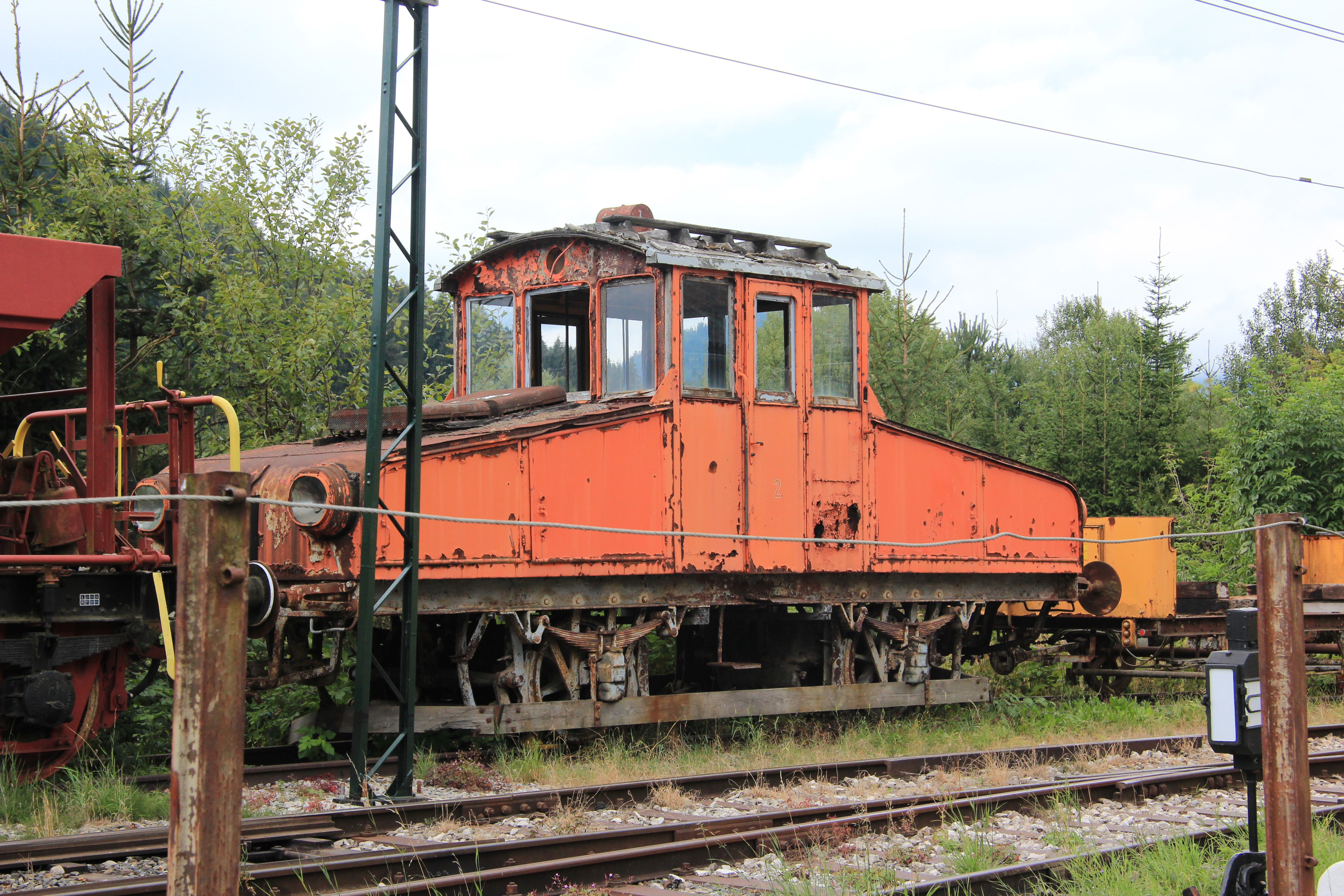
Lokomotive 2 bei der Museumstramway Mariazell (2015)
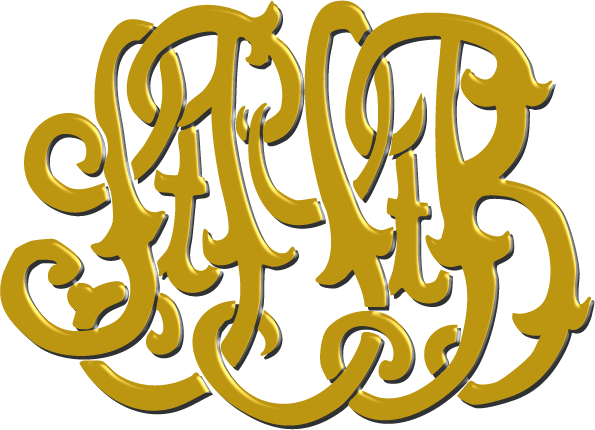
Die Initialen St.P.St.B der St. Pöltner Straßenbahn

## Fahrzeuge
| Nummer              | Baujahr     | Hersteller          | Länge       | Achsstand   | Bemerkungen |
| Lokomotiven         | Lokomotiven | Lokomotiven         | Lokomotiven | Lokomotiven | Lokomotiven |
| ------------------- | ----------- | ------------------- | ----------- | ----------- | --- |
| Lok 1               | 1911        | Grazer Waggonfabrik | 8500 mm     | 3200 mm     | Güterzuglokomotive, derzeit Museumstramway Mariazell–Erlaufsee desolat |
| Lok 2               | 1911        | Grazer Waggonfabrik | 8500 mm     | 3200 mm     | Güterzuglokomotive, derzeit Museumstramway Mariazell–Erlaufsee desolat |
| Lok 3               | 1930        | Grazer Waggonfabrik | 8500 mm     | 3200 mm     | Güterzuglokomotive, aufgrund des schlechten Erhaltungszustandes am 25. September 1976 vor der Remise verschrottet |
| Lok                 | 1953        | Goldeband           | 7640 mm     | 2800 mm     | Güterzuglokomotive, ex. ELIN-Union, Werk Weiz Lok 2, ab Jänner 1975 in St. Pölten, geplanter Umbau nicht begonnen |
| Triebwagen          |             |                     |             |             | |
| 1                   | 1911        | Grazer Waggonfabrik | 7900 mm     | 2700 mm     | Plattformverglasung, Einsatz am letzten Betriebstag 1976, derzeit Museumstramway Mariazell–Erlaufsee, desolat |
| 2                   | 1911        | Grazer Waggonfabrik | 7900 mm     | 2700 mm     | Plattformverglasung, 29. Juli 1975 Verkauf an privat, derzeit Museumstramway Mariazell–Erlaufsee, Ersatzteilspender |
| 3                   | 1911        | Grazer Waggonfabrik | 7900 mm     | 2700 mm     | Plattformverglasung, Einsatz am letzten Betriebstag 1976, derzeit Museumstramway Mariazell–Erlaufsee, betriebsfähig rekonstruiert                                                                                       |
| 4                   | 1914        | Grazer Waggonfabrik | 7700 mm     | 2700 mm     | Posttriebwagen, 1938 in Beiwagen umgebaut, 2004 betriebsfähig als Tw 4 rekonstruiert, derzeit Museumstramway Mariazell–Erlaufsee                                                                                        |
| 5                   | 1929        | Grazer Waggonfabrik | 10700 mm    | 3200 mm     | Plattformverglasung, Tonnendach, seit Oktober 1975 abgestellt, derzeit Museumstramway Mariazell–Erlaufsee, in Aufarbeitung                                                                                              |
| 006                 | 1925        | Simmering           | 11600 mm    | 3600 mm     | 1963 von der Wiener Elektrischen Stadtbahn (ehemals NL 6212, ehemals N 2703) übernommen, Dezember 1966 Lyrabügel, Jänner 1973 abgestellt, derzeit Museumstramway Mariazell–Erlaufsee, in Aufarbeitung                   |
| 7                   | 1954        | Lohner              | 11600 mm    | 3300 mm     | 1974 von der Straßenbahn Wien ehemals T1 404 übernommen, Einsatz am letzten Betriebstag 1976, ab 1977 als Zweikrafttriebwagen 07 bei den WLB, derzeit Museumstramway Mariazell–Erlaufsee, Wagenkasten 2010 verschrottet |
| Beiwagen            |             |                     |             |             | |
| 11                  | 1901        | Grazer Waggonfabrik | 8700 mm     | 3000 mm     | Plattformverglasung, 1920 umgebaut, bis 1961 in Betrieb. Fahrgestell im gleichen Jahr verschrottet, Wagenkasten auf einem Spielplatz in Unterradelberg, ebenfalls verschrottet                                          |
| 12                  | 1891        | Simmering           | 6080 mm     | 1600 mm     | 1918 von der Straßenbahn Wien übernommen, 1941 umgebaut |
| 13                  | 1905        | Bremer Straßenbahn  | 7800 mm     | 2200 mm     | 1927 von der Straßenbahn Bremen gekauft, 1965 ausgemustert |
| 4                   | 1914        | St.P.St.B           | 7700 mm     | 2700 mm     | 1938 erfolgte der Umbau des Posttriebwagens zum Personenbeiwagen 4, 1973 verkauft |
| Güterwagen          |             |                     |             |             | |
| G1                  | 1911        | Ringhoffer          | 8540 mm     | 4000 mm     | geschlossener Güterwagen für den Stückgut-Transport. 1958 Verkauf an Leipnik-Lundenburger Zuckerfabrik |
| Jng2                | 1911        | Ringhoffer          | 9020 mm     | 4000 mm     | offener Niederbordwagen, im Herbst 1975 verschrottet |
| Bahndienstfahrzeuge |             |                     |             |             | |
| Draisine            | 1943        | Werke Wörth         | 4960 mm     | 2200 mm     | ehemals ÖBB X613.005, an Draisinenmuseum Traismauer abgegeben |
| Turmbeiwagen        | 1910        | ÖSSW                | ?           | ?           | Turmbeiwagen der Österreichischen Siemens-Schuckert-Werke zum Bau der Oberleitung, 1911 Verkauf an St. Pöltner Straßenbahn, heute Museumstramway Mariazell–Erlaufsee, betriebsfähig                                     |

Alle erhaltenen Fahrzeuge befinden sich heute im Besitz der Museumstramway Mariazell-Erlaufsee. Nummer 4 wurde weitgehend in den Originalzustand zurückversetzt.